# Vlčkovce
Vlčkovce este o comună slovacă, aflată în districtul Trnava din regiunea Trnava, pe malul râului Blava⁠(d). Localitatea se află la altitudinea de 126 m deasupra n.m., se întinde pe o suprafață de 12,86 km2 și în 2017 număra 1.367 de locuitori. Se învecinează cu comuna Opoj.

## Istoric
Localitatea Vlčkovce este atestată documentar din 1336.

## Demografie
| An:                | 1994 | 2004   | 2014    | 2024   |
| ------------------ | ---- | ------ | ------- | ------ |
| Număr de persoane: | 1133 | 1151   | 1318    | 1347   |
| Diferență:         |      | +1,58% | +14,50% | +2,20% |

| An:                | 2023 | 2024   |
| ------------------ | ---- | ------ |
| Număr de persoane: | 1367 | 1347   |
| Diferență:         |      | −1,46% |